# راک اند رول (فیلم)
«راک اند رول» (انگلیسی: Rock & Roll (film)) فیلمی در ژانر موزیکال است که در سال ۲۰۰۷ منتشر شد.